# Лукия
Луки́я — женское русское личное имя феминизированный вариант мужского имени Лука, греческого (Λουκᾶς) или латинского происхождения лат. Lucius (Луций) — распространённому в античную эпоху мужскому личному имени (см. преномен), образовавшемуся от lux («свет»; родительный падеж — lucis). В древнеримской мифологии Луций — традиционный эпитет Марса.
Разговорная форма имени — Луке́я. Мужское парное имя — Лукий. После Октябрьской революции встречалась модернизированная форма имени — Лю́ция (и его мужской вариант — Люций), которая трактовалась также как усечение от слова «революция». Были известны случаи именования девочек-близнецов в семьях, когда одной из дочерей давали имя Рево, а другой — Люция.

## Именины
Православные именины (даты приводятся по григорианскому календарю):
- 18 июля, 19 июля, 12 августа, 30 сентября, 26 декабря

Католические именины:
- 25 марта, 26 сентября, 13 декабря